# Chef mécanicien
Pour les articles homonymes, voir Mécanicien.
Chef mécanicien est une fonction à bord d'un navire. Les brevets nécessaires à l'exercice de cette fonction sont réglementés internationalement.
Le chef mécanicien est l'officier responsable du fonctionnement, de la maintenance des différents éléments techniques (propulsion mécanique, production électrique, automation, installation hydraulique, climatisation etc.) d'un navire de commerce, de pêche ou militaire. Il est le chef du département technique du bord.
Il a généralement sous ses ordres (dépendant du tonnage du navire, de la puissance et du type de moteur) un second mécanicien, des officiers mécaniciens et des ouvriers mécaniciens (maître machine, graisseur, nettoyeur).

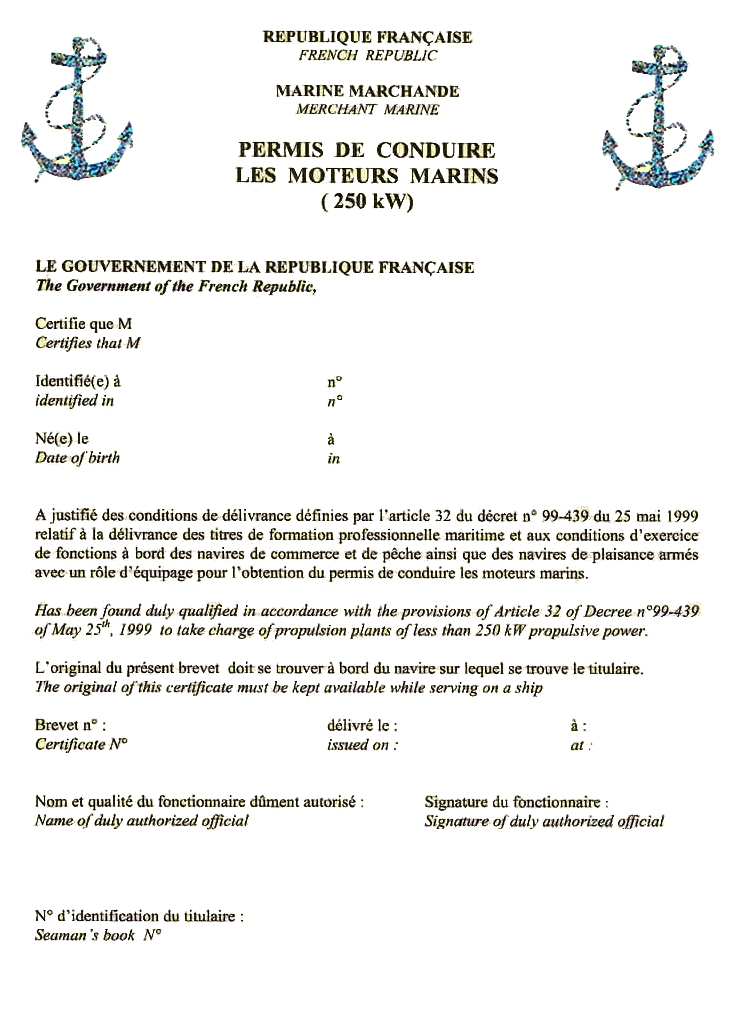
Diplôme de mécanicien de la marine marchande pour conduire les moteurs marins jusqu'à 250kW.

## Les brevets
Les brevets nécessaires à l'exercice de chef mécanicien au service machine en fonction de la puissance propulsive et de l’expérience acquise en machine : 
- brevets monovalent machine
  - permis de conduire les moteurs marins 250 kW[4]
  - brevet de mécanicien 750 kW[5]
  - brevet de chef mécanicien de yacht 3 000 kW[6]
  - brevet de chef mécanicien 3 000 kW
  - brevet de chef mécanicien 8 000 kW
  - brevet de chef mécanicien 15 000 kW
  - brevet de chef mécanicien (sans limite de puissance propulsive )
- brevets polyvalents
  - brevet de capitaine 200 avec mention machine[7] par le permis de conduire les moteurs marins 250 kW[4]
  - brevet de capitaine de première classe de la navigation maritime

Sur le brevet du mécanicien, une mention représente la puissance propulsive maximale, avec éventuellement le module machine à vapeur, et éventuellement le type de navire, par exemple :
- brevet de chef mécanicien 3 000 kW de navire de pêche
- brevet de chef mécanicien 3 000 kW de yacht.